# Yüksək dəstə 2000-2001
La Yüksək dəstə 2000-2001 è stata la decima edizione del massimo campionato di calcio azero, disputata tra il 5 agosto 2000 e il 5 maggio 2001 e conclusa con la vittoria del FK Shamkir, al suo secondo titolo dopo uno spareggio col Neftchi Baku.
Capocannoniere del torneo fu Pasha Aliyev con 13 reti.

## Formula
Come nella precedente stagione le squadre avrebbero dovuto essere 12 ma prima dell'inizio del torneo il Kimyachi Sumgayit annunciò il ritiro. Le 11 squadre rimaste giocarono un turno di andata e ritorno per un totale di 20 partite con le ultime due retrocesse in Birinci Divizionu. Il Shahdagh Guba si ritirò durante la pausa invernale e ai rimanenti incontri fu assegnato lo 0-3 a tavolino.
Le squadre qualificate alle coppe europee furono quattro. La vincente si qualificò alla UEFA Champions League 2001-2002, la seconda e la vincitrice della coppa nazionale alla Coppa UEFA 2001-2002 e un'ulteriore squadra partecipò alla Coppa Intertoto 2001.
Per la prima volta due squadre terminarono a pari punti in vetta alla classifica e per stabilire la squadra campione venne disputato uno spareggio.

## Classifica finale
|                        | Pos. | Squadra            | Pt | G  | V  | N | P  | GF | GS | DR  |
| ---------------------- | ---- | ------------------ | -- | -- | -- | - | -- | -- | -- | --- |
| Azerbaigian (bandiera) | 1.   | FK Shamkir         | 51 | 20 | 16 | 3 | 1. | 60 | 14 | +46 |
|                        | 1.   | PFC Neftchi Baku   | 51 | 20 | 16 | 3 | 1  | 57 | 11 | +46 |
|                        | 3.   | FK Vilash Masalli  | 38 | 20 | 11 | 5 | 4  | 24 | 11 | +13 |
|                        | 4.   | Shafa Baku         | 31 | 20 | 10 | 1 | 9  | 27 | 26 | +1  |
|                        | 5.   | PFC Turan Tovuz    | 30 | 20 | 9  | 3 | 8  | 42 | 28 | +14 |
|                        | 6.   | Dinamo Bakili Baki | 29 | 20 | 9  | 2 | 9  | 30 | 29 | +1  |
|                        | 7.   | Xəzər Universiteti | 29 | 20 | 9  | 2 | 9  | 26 | 38 | -12 |
|                        | 8.   | FK Gäncä           | 25 | 20 | 8  | 1 | 11 | 34 | 29 | +5  |
|                        | 9.   | FK Karabakh        | 19 | 20 | 5  | 4 | 11 | 19 | 34 | -15 |
|                        | 10.  | Araz Nahchivan     | 12 | 20 | 3  | 3 | 14 | 14 | 55 | -41 |
|                        | 11.  | Shahdagh Guba      | 1  | 20 | 0  | 1 | 19 | 5  | 63 | -58 |

Legenda:

      Campione d'Azerbaigian
      Qualificata alla Coppa UEFA
      Qualificata alla Coppa Intertoto
      Retrocessa in Birinci Divizionu
Note:

Tre punti a vittoria, uno a pareggio, zero a sconfitta.

## Spareggio per il titolo
|                                                              | FK Shamkir | 1 – 0 | PFC Neftchi Baku |  |
| \| \| \| \| \| Arif Asadov 21’ (autogoal) \| Marcatori \| \| |            |       |                  |  |
|                                                              |            |       |                  |  |
| Arif Asadov 21’ (autogoal)                                   | Marcatori  |       |                  |  |

## Verdetti
- Campione: FK Shamkir
- Qualificata alla Champions League: FK Shamkir
- Qualificata alla Coppa UEFA: PFC Neftchi Baku, Shafa Baku
- Qualificata alla Coppa Intertoto: FK Vilash Masalli
- Retrocessa in Birinci Divizionu: Araz Nahchivan, Shahdagh Guba